# Eriocaulon panagudianum
Eriocaulon panagudianum är en gräsväxtart som beskrevs av R. Ansari och Nambiyath Puthansurayil Balakrishnan. Eriocaulon panagudianum ingår i släktet Eriocaulon och familjen Eriocaulaceae. Inga underarter finns listade i Catalogue of Life.